# Джеймс Кели (пътешественик)
Джеймс Кели (на английски: James Kelly) е австралийски моряк и пътешественик-изследовател.

## Ранни години (1791 – 1815)
Роден е на 24 декември 1791 година в Парамата, предградие на Сидни, Нов Южен Уелс, в семейството на каторжник. През 1804, едва 15-годишен, постъпва в търговския флот, като участва в няколко плавания от Австралия до Индия за доставка на сандалово дърво. По-късно става първият австралийски капитан на кораб, който извършва редовни рейсове между Сидни и Хоубарт.

## Изследователска дейност (1815 – 1816)
През декември 1815 и януари 1816 изследва цялото крайбрежие на остров Тасмания и на западния бряг открива залива Макуори (42°17′ ю. ш. 145°21′ и. д. / 42.283333° ю. ш. 145.35° и. д.), устието на река Гордън, вливаща се в него и залива Порт Дейви (43°20′ ю. ш. 145°55′ и. д. / 43.333333° ю. ш. 145.916667° и. д.).

## Следващи години (1817 – 1859)
През ноември 1817 извършва търговско плаване до Нова Зеландия, но при една схватка с маорите част от екипажа е убит и в отмъщение на това Кели предприема наказателна операция срещу тях и опожарява и унищожава около 600 къщи в близкото село.
През май 1819 е назначен за главен лоцман в пристанището на Хоубарт. През 1821 и 1825 със своя кораб участва в транспортирането на каторжници в новосъздадените лагери в Тасмания и на близкия остров Мария. За известно време се занимава с китолов, банкова и застрахователна дейност.
След смъртта на жена му през 1831 и на двамата му синове през 1841 и 1842 Кели отново е назначен за главен лоцман в пристанището на Хоубарт и остава на тази длъжност до смъртта си на 20 април 1859 година.

## Памет
Неговото име носят:
- залив Джеймс Кели (43°16′ ю. ш. 145°53′ и. д. / 43.266667° ю. ш. 145.883333° и. д.) на Индийския океан, на югозападното крайбрежие на остров Тасмания;
- залив Кели (42°22′ ю. ш. 145°33′ и. д. / 42.366667° ю. ш. 145.55° и. д.) на Индийския океан, на западното крайбрежие на остров Тасмания;
- остров Кели (42°53′ ю. ш. 147°59′ и. д. / 42.883333° ю. ш. 147.983333° и. д.) в Тасманово море, край източното крайбрежие на остров Тасмания;
- проток Кели (42°13′ ю. ш. 145°13′ и. д. / 42.216667° ю. ш. 145.216667° и. д.), свързващ залива Макуори с Индийския океан, на западното крайбрежие на остров Тасмания.